# خلیج هیلو

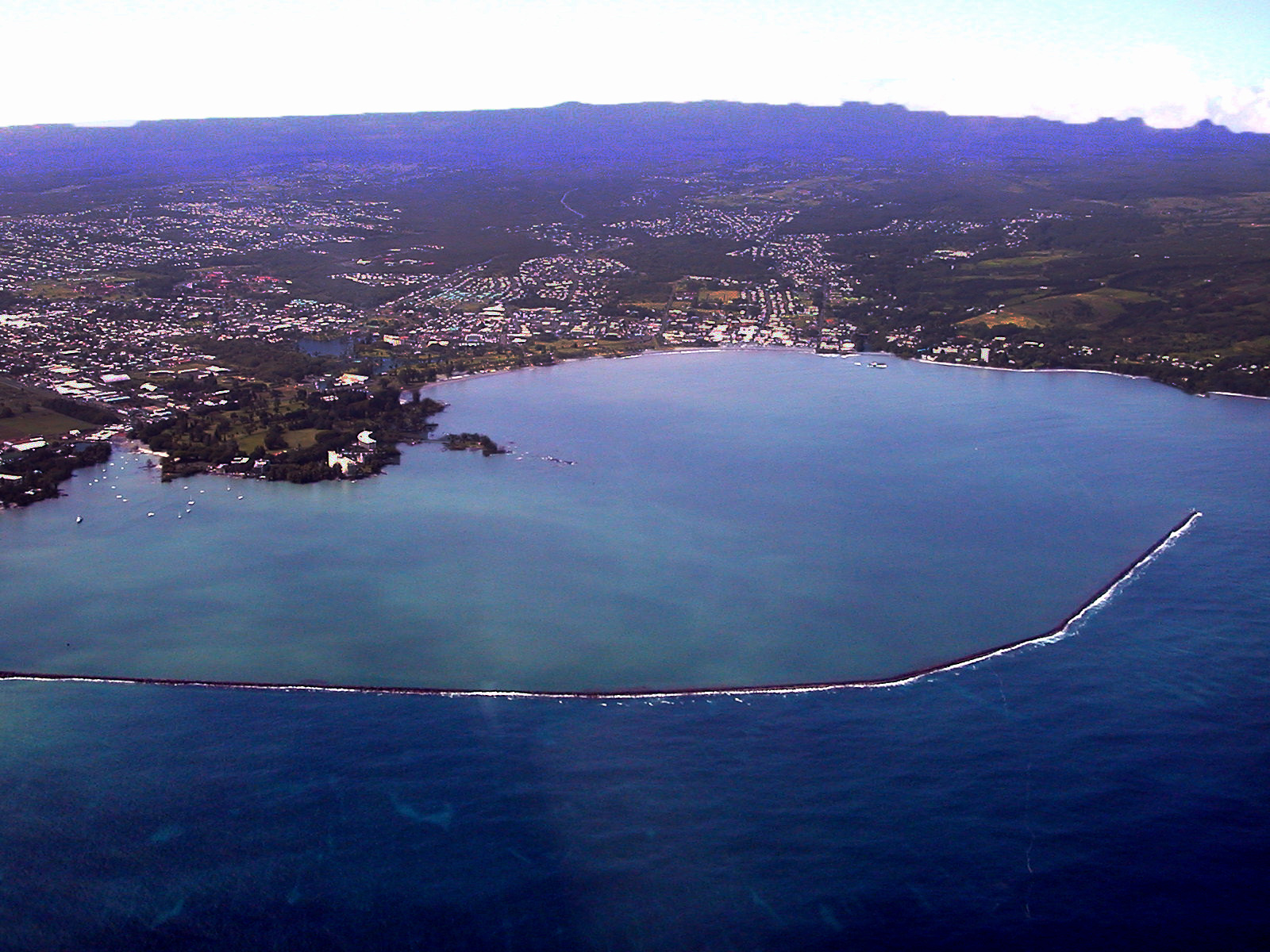
خلیج هیلو به همراه موج‌شکن در سال ۱۹۲۹

خلیج هیلو (به انگلیسی: Hilo Bay) یک خلیج بزرگ در جزیره هاوایی است.

## شرح
شهر امروزی هیلو، هاوایی در چشم‌انداز این خلیج قرار دارد. در شمال این خلیج ساحل هاماکوآ بر روی دامنه‌ی مائونا کیا و در جنوب خلیج بخش پونا بر روی دامنه‌ی ماونا لوا قرار دارند. این خلیج در مختصات ۱۹°۴۴′۱۰″ شمالی ۱۵۵°۴′۳۷″ غربی / ۱۹٫۷۳۶۱۱°شمالی ۱۵۵٫۰۷۶۹۴°غربی قرار دارد.

## تاریخچه
نام باستانی این خلیج وایکایا به دلیل مجاورت روستایی به همین نام بود. پس از بررسی چارلز رابرت مایدن در سال ۱۸۲۵ با کشتی اچ‌ام‌اس بلوند آن را خلیج بایرون به یاد ناخدا جورج بایرون نامید. آب‌سنگ مرجانی در ضلع شرقی خلیج به یاد آن کشتی بلوند نام گرفت. نخستین موج‌شکن سراسری در سال ۱۹۰۸ ساخته شد و در سال ۱۹۱۱ گسترش یافت و در سال ۱۹۲۹ کامل شد.

## سونامی

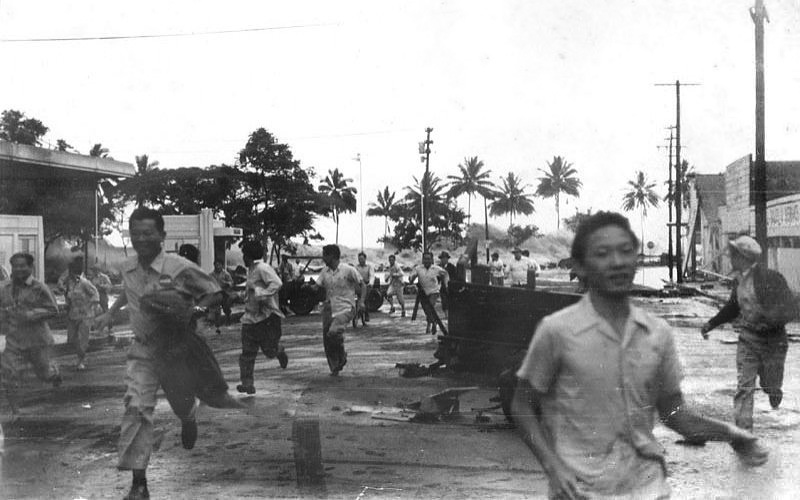
مردم درحال فرار از سونامی

خلیج هیلو گاهی اوقات به نام «پایتخت سونامی ایالات متحده» شناخته می‌شود. مکان‌نگاری خلیج، سونامی‌ها را از زمین‌لرزه در منطقه‌هایی مانند شیلی و جزایر الیوشن جذب می‌کند. در ۱ آوریل ۱۹۴۶ زمین‌لرزه ۱۹۴۶ جزیره‌های آلئوت ۹۶ نفر کشته و در ۲۳ مه ۱۹۶۰ زمین‌لرزه والدیویا ۶۱ نفر کشته در خلیج هیلو بر جای گذاشت.